# Rymer Liriano
Rymer Omar Liriano (né le 20 juin 1991 à Saint-Domingue, République dominicaine) est un joueur de champ extérieur de la Ligue majeure de baseball.

## Carrière
Rymer Liriano signe son premier contrat professionnel en 2007 avec les Padres de San Diego. En juillet 2012, il représente la franchise au match des étoiles du futur à Kansas City. Il est le premier joueur de l'académie de baseball des Padres en République dominicaine, ouverte en 2008, à graduer dans le baseball majeur. Il dispute son premier match pour San Diego le 11 août 2014. Le lendemain, il réussit son premier coup sûr au plus haut niveau, aux dépens du lanceur Yohan Flande, des Rockies du Colorado. Le 13 août, toujours contre les Rockies, Liriano réussit contre Tyler Matzek son premier coup de circuit. Il récolte 24 coups sûrs, dont ce seul circuit, en 38 matchs des Padres en 2014.
Après une année 2015 passée en ligues mineures, Liriano est échangé aux Brewers de Milwaukee le 28 janvier 2016 contre le lanceur gaucher des mineures Trevor Seidenberger.